# Pietà (obraz El Greca)
Pietà – obraz hiszpańskiego malarza pochodzenia greckiego Dominikosa Theotokopulosa, znanego jako El Greco.

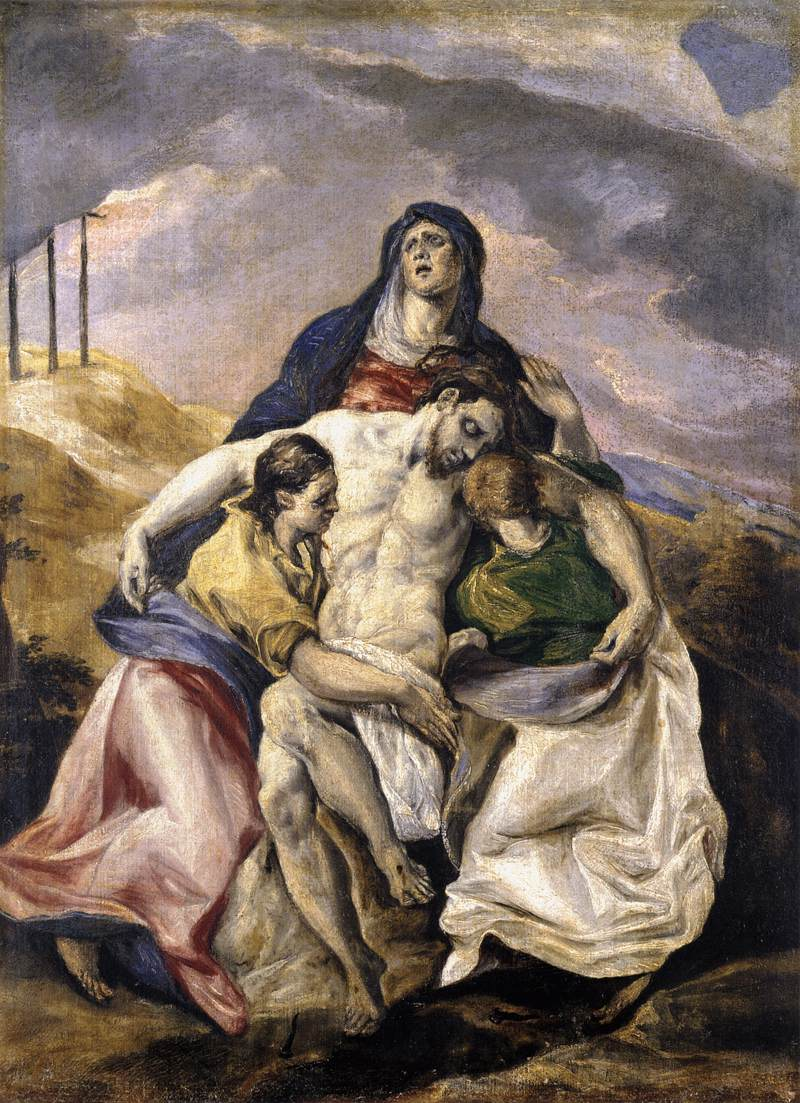
Druga, większa wersja Piety z Hispanic Society of America

Temat opłakiwania zmarłego Chrystusa zaczerpnięty z Nowego Testamentu był kolejnym po motywie zdjęcia z krzyża najczęściej przedstawianym epizodem z życia i męczeńskiej śmierci Chrystusa. Według przyjętej wersji wokół ciała zmarłego pozostało siedem osób – Jan Ewangelista, Józef z Arymatei, Nikodem, Maria Magdalena oraz Maria z Nazaretu (matka Jezusa) i jej dwie siostry: Maria Kleofasowa i Maria Salome.

## Opis obrazu
El Greco odszedł od tradycyjnej ilości postaci pod krzyżem i dodatkowo zmienił układ kompozycyjny powszechnie przyjęty w sztuce. Jego wzorem były prace Michała Anioła przez co uważa się, iż ta jedna z ostatnich małych prac wykonanych w Rzymie jest hołdem dla twórczości włoskiego mistrza. Głównymi inspiracjami dla El Greca była rzeźba Pietà florencka wykonana w 1550 roku znajdująca się obecnie w Museo dell’Opera del Duomo oraz grafika wzorowana na rzeźbie zawierająca dodatkowo górę Kalwarię i gwoździe. Na obrazie artysta powtórzył trójkątny diagonalny układ jednakże zamiast Chrystusa bezwładnie wymykającego się z rąk Józefa z Arymatei i opadającego w ramiona Matki Bożej na szczycie umieścił Marię z ogromem jej cierpienia na twarzy. Od Michała Anioła zapożyczył potężne ramiona, nabrzmiałe szyje oraz kwadratową twarz Marii podobna do twarzy Sybilli delfickiej. El Greco wprowadza własny krajobraz z górą i trzema krzyżami otoczoną chmurami na burzliwym niebem. Różnica pomiędzy rzeźbą a obrazem wyraża się w dramatyzmie postaci. U Anioła obecny jest duch kontemplacji gdy u El Greca widz jest świadkiem cierpienia.

## Inne wersje
W tym samym roku El Greco stworzył drugą większą wersję Piety, gdzie jeszcze dobitniej widoczne jest cierpienie Marii. Artysta wykorzystuje tu charakterystyczne dla swojego późniejszego stylu wyrazy artystyczne: rozdarte usta jękiem, brwi unoszące się ku czołu i udręczone spojrzenie w pustych jakoby oczodołach. Obraz znajduje się w Hispanic Society of America. Wcześniej znajdował się w kolekcji Dr. Luisa Navas (Madryt); Trotti and Co. (Paryż).
- Pietà – (1570-1575), 66 × 48, Hispanic Society of America